# Dumbrăveni (Suceava)
Pour les articles homonymes, voir Dumbrăveni.
Dumbrăveni est une commune de Roumanie située dans le județ de Suceava.
La ville compte 7 480 habitants en 2011.